# Liste der Stolpersteine in Ennepetal
In der Liste der Stolpersteine in Ennepetal werden die vorhandenen Gedenksteine aufgeführt, die im Rahmen des Projektes Stolpersteine des Künstlers Gunter Demnig in der nordrhein-westfälischen Stadt Ennepetal bisher verlegt worden sind.

## Verlegte Stolpersteine
| Adresse                | Person, Inschrift | Verlegedatum  | Bild | Anmerkung                                       |
| ---------------------- | --- | ------------- | ---- | ----------------------------------------------- |
| Kirchstraße 51 · ()    | Hier wohnte Peter Alfs Jg. 1890 Mitglied/SPD Seit 1933 mehrmals verhaftet / inhaftiert Aktion Gitter Aug. 1944 Sachsenhausen Schicksal unbekannt | 17. März 2022 |      | Das Gebäude hatte ehemals die Hausnummer 45.    |
| Voerder Straße 56 · () | Hier wohnte Julius Bangert Jg. 1887 Im Widerstand/SPD 'Schutzhaft' 1933 überlebt                                                                 | 14. Dez. 2024 |      | Vor dem ehemaligen Wohnhaus von Julius Bangert. |
| Kölner Straße 117 · () | Hier wohnte Hedwig Frankenhaus geb. Rosenhoff Jg. 1875 Flucht 1933 Holland Interniert Westerbork Deportiert 1943 Sobibor Ermordet 9.4.1943       | 28. Jan. 2021 |      |                                                 |
| Kölner Straße 117 · () | Hier wohnte Moses Moritz Frankenhaus Jg. 1872 Flucht 1933 Holland Interniert Westerbork Deportiert 1943 Sobibor Ermordet 9.4.1943                | 28. Jan. 2021 |      |                                                 |